# Stigmata (álbum de Arch Enemy)
Stigmata es el segundo álbum de estudio de la banda sueca de death metal melódico, Arch Enemy. Fue el primer álbum de Arch Enemy en tener un lanzamiento mundial, en Europa y Norteamérica con Century Media y en Japón otra vez con Toy's Factory. Stigmata presenta al baterista Peter Wildoer, quien también apareció en el proyecto solista de Christopher Amott llamado Armageddon, en su álbum de 1997 Crossing the Rubicon, poco después de haber grabado el álbum.
El baterista Daniel Erlandsson (que es uno de los 2 miembros que han participado en la grabación de todos los álbumes) sólo contribuyó a la primera canción, que fue grabada en una fecha posterior a la del resto de las canciones, ya que la compañía japonesa Toy's Factory opinaba que el álbum necesitaba otra canción rápida.
La versión europea fue publicada con una portada diferente. La versión japonesa tres canciones extras(*) y una lista de canciones modificada:

## Lista de canciones
1. "Beast of Man" – 3:36
2. "Stigmata" – 2:12
3. "Sinister Mephisto" – 5:46
4. "Dark of the Sun" – 7:00
5. "Let the Killing Begin" – 5:19
6. "Black Earth" – 6:39
7. "Hydra" - 0:57 (Bonus Track en las ediciones Japonesa y Coreana)
8. "Tears of the Dead" – 5:56
9. "Diva Satanica" (Bonus Track en las ediciones Japonesa y Coreana)
10. "Damnation's Way" (Bonus Track en las ediciones Japonesa y Coreana)
11. "Vox Stellarum" – 2:08
12. "Bridge of Destiny" – 7:44

## Créditos

### Integrantes
- Johan Liiva - voz
- Michael Amott - guitarras
- Christopher Amott - guitarras
- Martín Bengtsson - bajo
- Peter Wildoer - batería
- Daniel Erlandsson - Batería en «Beast of Man»[1]

### Producción
- Kris Verwimp - Arte de tapa (edición alemana)[2]
- Carl Ljungberg - Fotografía (banda)
- Segerfalk X - Dirección de Arte y Diseño Wiked
- Fredrik Nordström - Productor, Ingeniero, Teclados, Piano
- Michael Amott - Coproductor para Savage Messiah Music
- Göran Finnberg - Masterización en «The Mastering Room»
- X Segerfalk y Kristian Gunnemo - Diseño y fotografía de máscaras
- Grabado y mezclado en el Studio Fredman, octubre de 1997
- «Beast of Man» grabada en el Studio Fredman, enero de 1998[1]

Todas las selecciones arregladas por M.Amott / C.Amott & Peter Wildoer salvo «Hydra» (Christopher Amott / Fredrik Nordström) y «Vox Stellarum» (Fredrik Nordström / Michael Amott)
Batería en este álbum por Peter Wildoer excepto la pista 1, por Daniel Erlandsson.